# Leptodeuterocopus sochchoroides
Leptodeuterocopus sochchoroides là một loài bướm đêm thuộc họ Pterophoridae. Nó được tìm thấy ở Brasil.
Sải cánh dài 12–14 mm. Con trưởng thành bay vào tháng 6.